# Ochsengarten (Gemeinde Haiming)
Die Ortschaft Ochsengarten ist eine von sechs Fraktionen (Ortschaften) der am nordwestlichen Rand der Stubaier Alpen gelegenen Gemeinde Haiming in Tirol. Mit 130 Einwohnern bildet sie dabei eine der kleineren Fraktionen der Gemeinde.

## Geographie
Neben dem Hauptort, der Rotte Wald, besteht die Fraktion aus der Rotte Kössl, dem Weiler Unterhäusern, den Zerstreuten Häusern Marlstein und Obergut sowie den Einzelhöfen Marail und Zwirch.
Ochsengarten liegt im Nedertal, an der westlichen Rampe der Passstraße, die vom Talgrund des Ötztals zum Kühtaisattel hinaufführt. Über diese Straße verläuft auch die Hauptverkehrsader, die Ochsengarten mit dem im Inntal gelegenen Verwaltungszentrum der Gemeinde Haiming verbindet. Durch den Verlauf über Oetz muss mit dieser Verkehrslinie dabei aber fremdes Gemeindegebiet durchquert werden. Eine direkte Anbindung an das eigene Gemeindezentrum stellt lediglich eine Nebenstraße dar, die von Ochsengarten aus den 1690 Meter hohen Silzer Sattel überwindet und dann von dort zum Oberinntal hinunter verläuft.
Nur ein knappes Stück vom westlichen Ortsrand von Ochsengarten entfernt liegt die Talstation der auf das Schigebiet Hochoetz hinaufführenden Ochsengartenbahn.

## Lage
Ochsengarten ist eine Fraktion der Gemeinde Haiming und umfasst die Ortsteile Wald, Innerwald, Außerwald, Balbach, Unterhäusern, Kößl, Obergut, Zwirch, Marlstein und Marail in einer Höhe von 1.500 bis 1.790 m.
Ochsengarten ist der Mittelteil des Nedertales, eines Seitentales des Ötztales und reicht flussaufwärts am Nederbach von der Kugartenwand bis Marail. Mit Ausnahme von Balbach liegen alle Siedlungen auf der Sonnenseite des Tales. Vom geologischen Unterbau her liegt Ochsengarten auf Fels-, Moränen- und Schuttböden. Das Moränegebiet von Wald machte es möglich, den Boden als Weide zu benutzen. Dort befindet sich die größte Rodungsinsel des einsamen Waldtales. Nach seiner früheren Bodenbedeckung heißt die Hauptsiedlung Wald.

## Geschichte
Die Flur ist 1288 als Ochsengart ersturkundlich genannt. Der Name ist als ‚Ochsengehege‘ zu deuten und ging auf die Siedlung über. Bereits 1315 wurde ein Schwaighof in Ochsengarten urkundlich erwähnt, was eine der ältesten hochalpinen Dauersiedlungen in Tirol darstellt. Seit 1627 bildeten Haiming, Schlierenzau und Ochsengarten zusammen eine Hauptgemeinde des Gerichts Petersberg. 1777 wurde die Kirche Mariä Heimsuchung erbaut, 1778 wurde Ochsengarten Kaplanei, 1885 Lokalie und 1891 wurde es zur Pfarre erhoben.

## Bilder

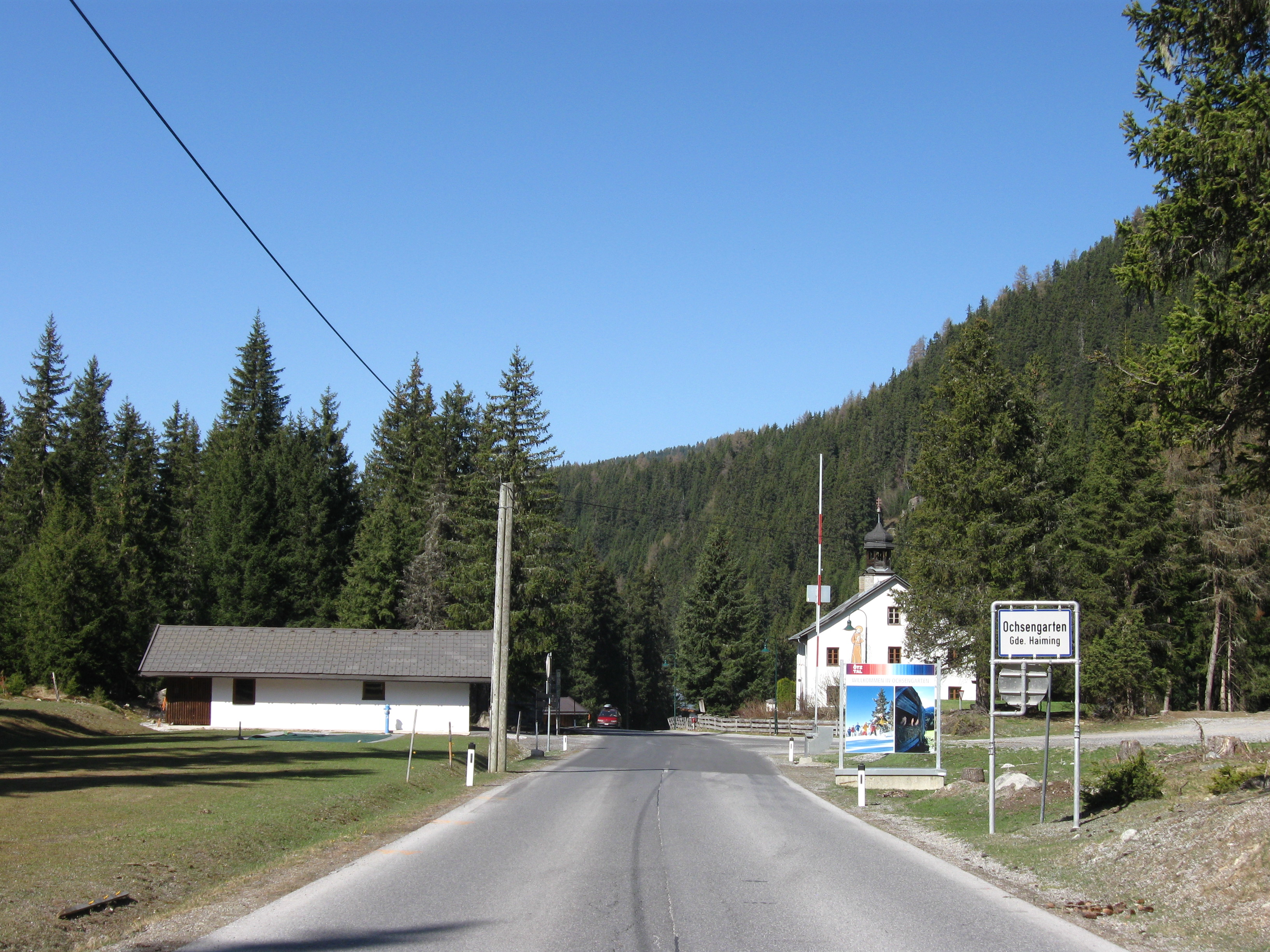
Östlicher Ortseingang
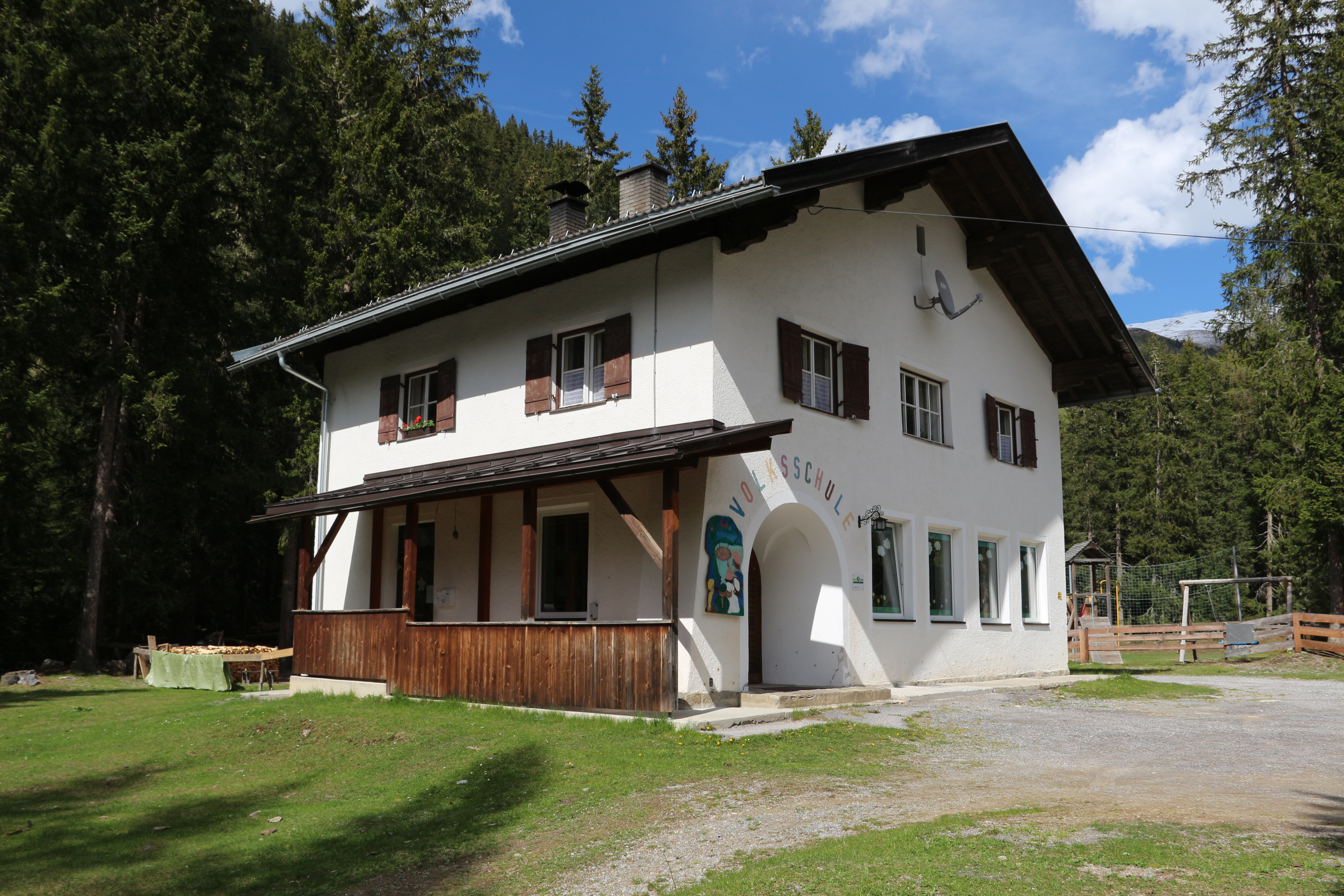
Die Volksschule im 1953 neu erbauten Schulhaus
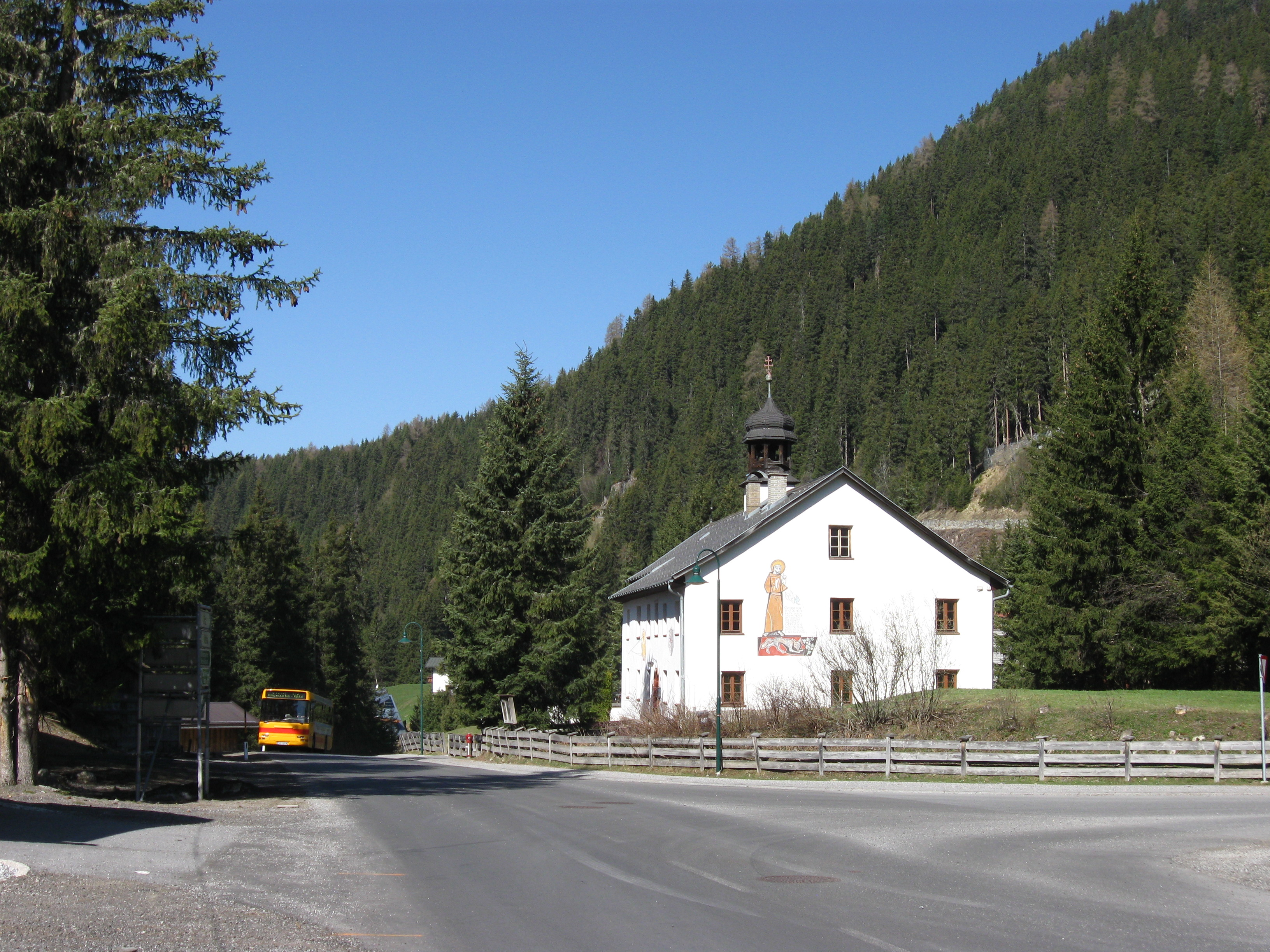
Die Kirche
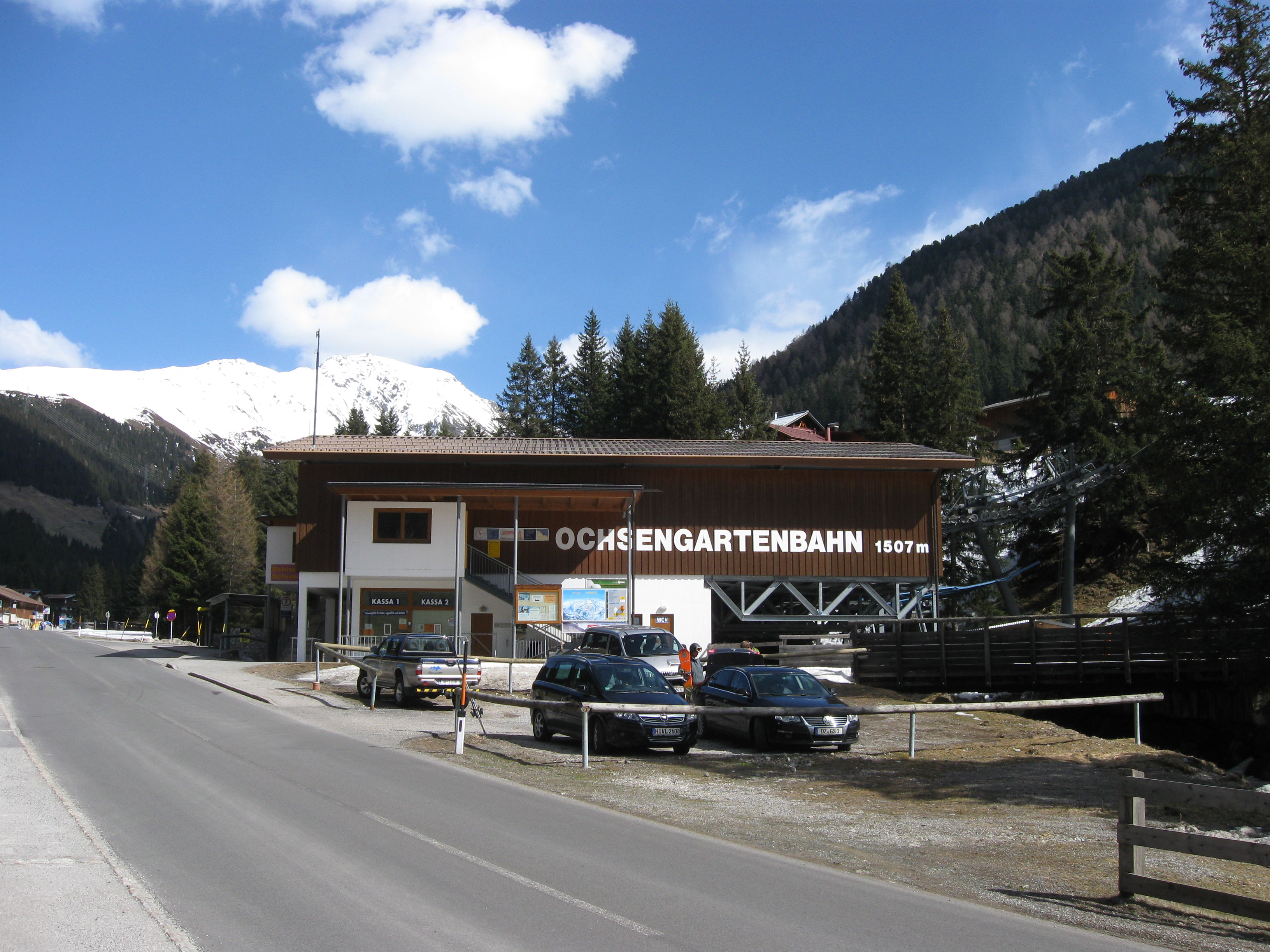
Die Talstation der Ochsengartenbahn